# Минаки (Смоленская область)
Минаки — деревня в Демидовском районе Смоленской области России. Упоминание о населенном пункте – Минаки, имеется на Специальной карте Европейской России Стрельбицкий, Иван Афанасьевич, которая была составлена в период 1865-1871 годов. В настоящее время входит в состав Титовщинского сельского поселения. Население — 13 жителей (2007 год). 
Расположена в северо-западной части области в 5 км к западу от Демидова, в 2 км западнее автодороги Р133 Смоленск — Невель, на берегу реки Каспля. В 48 км южнее деревни расположена железнодорожная станция Поселковая на линии Смоленск — Витебск. 

## История
В годы Великой Отечественной войны деревня была оккупирована гитлеровскими войсками в июле 1941 года, освобождена в сентябре 1943 года.